# Các quốc gia châu Phi tại Giải vô địch bóng đá thế giới

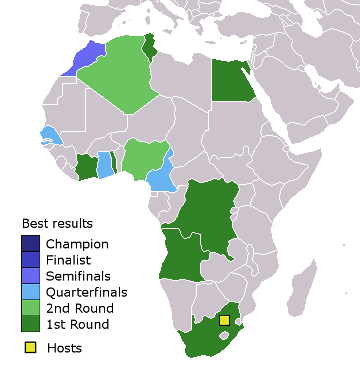
Thành tích tốt nhất của các quốc gia châu Phi

Bóng đá là môn thể thao phổ biến nhất ở hầu hết mỗi quốc gia châu Phi và 13 thành viên của Liên đoàn bóng đá châu Phi (CAF) đã thi đấu tại sự kiện bóng đá lớn nhất hành tinh, giải vô địch bóng đá thế giới của nam giới.

## Tổng quan
|         | 1930 (13) | 1934 (16) | 1938 (15) | 1950 (13) | 1954 (16) | 1958 (16) | 1962 (16) | 1966 (16) | 1970 (16) | 1974 (16) | 1978 (16) | 1982 (24) | 1986 (24) | 1990 (24) | 1994 (24) | 1998 (32) | 2002 (32) | 2006 (32) | 2010 (32) | 2014 (32) | 2018 (32) | 2022 (32) | Tổng số |
| ------- | --------- | --------- | --------- | --------- | --------- | --------- | --------- | --------- | --------- | --------- | --------- | --------- | --------- | --------- | --------- | --------- | --------- | --------- | --------- | --------- | --------- | --------- | ------- |
| Các đội | 0         | 1         | 0         | 0         | 0         | 0         | 0         | 0         | 1         | 1         | 1         | 2         | 2         | 2         | 3         | 5         | 5         | 5         | 6         | 5         | 5         | 5         | 49      |
| Tốp 16  | —         | —         | —         | —         | —         | —         | —         | —         | —         | —         | —         | 0         | 1         | 1         | 1         | 1         | 1         | 1         | 1         | 2         | 0         | 2         | 11      |
| Tốp 8   | —         | 0         | 0         | —         | 0         | 0         | 0         | 0         | 0         | 0         | 0         | 0         | 0         | 1         | 0         | 0         | 1         | 0         | 1         | 0         | 0         | 1         | 4       |
| Tốp 4   | 0         | 0         | 0         | 0         | 0         | 0         | 0         | 0         | 0         | 0         | 0         | 0         | 0         | 0         | 0         | 0         | 0         | 0         | 0         | 0         | 0         | 1         | 1       |
| Tốp 2   | 0         | 0         | 0         | 0         | 0         | 0         | 0         | 0         | 0         | 0         | 0         | 0         | 0         | 0         | 0         | 0         | 0         | 0         | 0         | 0         | 0         | 0         | 0       |
| Vô địch |           |           |           |           |           |           |           |           |           |           |           |           |           |           |           |           |           |           |           |           |           |           | 0       |
| Á quân  |           |           |           |           |           |           |           |           |           |           |           |           |           |           |           |           |           |           |           |           |           |           | 0       |
| Hạng ba |           |           |           |           |           |           |           |           |           |           |           |           |           |           |           |           |           |           |           |           |           |           | 0       |
| Hạng tư |           |           |           |           |           |           |           |           |           |           |           |           |           |           |           |           |           |           |           |           |           | Maroc     | 1       |

| Quốc gia    | # | Các năm                                        | Kết quả tốt nhất |
| ----------- | - | ---------------------------------------------- | ---------------- |
| Cameroon    | 8 | 1982, 1990, 1994, 1998, 2002, 2010, 2014, 2022 | Tứ kết           |
| Maroc       | 6 | 1970, 1986, 1994, 1998, 2018, 2022             | Hạng 4           |
| Nigeria     | 6 | 1994, 1998, 2002, 2010, 2014, 2018             | Vòng 2           |
| Tunisia     | 6 | 1978, 1998, 2002, 2006, 2018, 2022             | Vòng 1           |
| Ghana       | 4 | 2006, 2010, 2014, 2022                         | Tứ kết           |
| Algérie     | 4 | 1982, 1986, 2010, 2014                         | Vòng 2           |
| Sénégal     | 3 | 2002, 2018, 2022                               | Tứ kết           |
| Bờ Biển Ngà | 3 | 2006, 2010, 2014                               | Vòng 1           |
| Ai Cập      | 3 | 1934, 1990, 2018                               | Vòng 1           |
| Nam Phi     | 3 | 1998, 2002, 2010                               | Vòng 1           |
| CHDC Congo  | 1 | 1974                                           | Vòng 1           |
| Angola      | 1 | 2006                                           | Vòng 1           |
| Togo        | 1 | 2006                                           | Vòng 1           |

## Các kết quả

### Kết quả đội tuyển theo giải đấu
Chú thích
| - 1st — Vô địch - 2nd — Á quân - 3rd — Hạng ba - 4th — Hạng tư - QF — Tứ kết (1934–1938, 1954–1970, và 1986–đến nay: vòng đấu loại trực tiếp vòng 8 đội) - R2 — Vòng 2 (1974–1978, vòng bảng thứ 2, tốp 8; 1982: vòng bảng thứ 2, tốp 12; 1986–đến nay: vòng đấu loại trực tiếp vòng 16 đội) - R1 — Vòng 1 | - Q — Vượt qua vòng loại cho giải đấu sắp tới - •• — Vượt qua vòng loại nhưng rút lui - • — Không vượt qua vòng loại - × — Không tham dự / Rút lui / Bị cấm - — Chủ nhà - — Không liên kết với FIFA |

Xếp hạng đội tuyển trong mỗi giải đấu là theo FIFA. Bảng xếp hạng, ngoài 4 vị trí hàng đầu (2 vị trí cao nhất năm 1930), không phải là kết quả của sự cạnh tranh trực tiếp giữa các đội; thay vào đó, các đội bị loại trong cùng vòng được xếp hạng theo kết quả đầy đủ của họ trong giải đấu. Trong các giải đấu gần đây, FIFA đã sử dụng bảng xếp hạng hạt giống cho lễ bốc thăm vòng chung kết.
Đối với mỗi giải đấu, số lượng đội tuyển trong mỗi vòng chung kết (trong dấu ngoặc đơn) được hiển thị.
| Đội tuyển   | 1930 (13)                   | 1934 (16)                   | 1938 (15)                   | 1950 (13)                   | 1954 (16)                   | 1958 (16)                   | 1962 (16)                   | 1966 (16)                   | 1970 (16)                   | 1974 (16)                   | 1978 (16)                   | 1982 (24) | 1986 (24) | 1990 (24) | 1994 (24) | 1998 (32) | 2002 (32) | 2006 (32) | 2010 (32) | 2014 (32) | 2018 (32) | 2022 (32) | Tổng số | Qual. Comp. |
| ----------- | --------------------------- | --------------------------- | --------------------------- | --------------------------- | --------------------------- | --------------------------- | --------------------------- | --------------------------- | --------------------------- | --------------------------- | --------------------------- | --------- | --------- | --------- | --------- | --------- | --------- | --------- | --------- | --------- | --------- | --------- | ------- | ----------- |
| Algérie     | Thuộc địa cũ của Pháp       | Thuộc địa cũ của Pháp       | Thuộc địa cũ của Pháp       | Thuộc địa cũ của Pháp       | Thuộc địa cũ của Pháp       | Thuộc địa cũ của Pháp       | Thuộc địa cũ của Pháp       | ×                           | •                           | •                           | •                           | R1 13th   | R1 22nd   | •         | •         | •         | •         | •         | R1 28th   | R2 14th   | •         | •         | 4       | 14          |
| Angola      | Thuộc địa cũ của Bồ Đào Nha | Thuộc địa cũ của Bồ Đào Nha | Thuộc địa cũ của Bồ Đào Nha | Thuộc địa cũ của Bồ Đào Nha | Thuộc địa cũ của Bồ Đào Nha | Thuộc địa cũ của Bồ Đào Nha | Thuộc địa cũ của Bồ Đào Nha | Thuộc địa cũ của Bồ Đào Nha | Thuộc địa cũ của Bồ Đào Nha | Thuộc địa cũ của Bồ Đào Nha | Thuộc địa cũ của Bồ Đào Nha | ×         | •         | •         | •         | •         | •         | R1 23rd   | •         | •         | •         | •         | 1       | 10          |
| Cameroon    | Thuộc địa cũ của Pháp       | Thuộc địa cũ của Pháp       | Thuộc địa cũ của Pháp       | Thuộc địa cũ của Pháp       | Thuộc địa cũ của Pháp       | Thuộc địa cũ của Pháp       | ×                           | ×                           | •                           | •                           | •                           | R1 17th   | •         | QF 7th    | R1 22nd   | R1 25th   | R1 20th   | •         | R1 31st   | R1 32nd   | •         | R1 19th   | 8       | 14          |
| CHDC Congo  | Thuộc địa cũ của Bỉ         | Thuộc địa cũ của Bỉ         | Thuộc địa cũ của Bỉ         | Thuộc địa cũ của Bỉ         | Thuộc địa cũ của Bỉ         | Thuộc địa cũ của Bỉ         | Thuộc địa cũ của Bỉ         | ×                           | ×                           | R1 16th                     | ×                           | •         | •         | •         | •         | •         | •         | •         | •         | •         | •         | •         | 1       | 12          |
| Ai Cập      | ×                           | R1 13th                     | ×                           | ×                           | •                           | ×                           | ×                           | ×                           | ×                           | •                           | •                           | •         | •         | R1 20th   | •         | •         | •         | •         | •         | •         | R1 31st   | •         | 3       | 15          |
| Ghana       | Thuộc địa cũ của Anh Quốc   | Thuộc địa cũ của Anh Quốc   | Thuộc địa cũ của Anh Quốc   | Thuộc địa cũ của Anh Quốc   | Thuộc địa cũ của Anh Quốc   | ×                           | •                           | ×                           | •                           | •                           | •                           | ×         | •         | •         | •         | •         | •         | R2 13th   | QF 7th    | R1 25th   | •         | R1 24th   | 4       | 14          |
| Bờ Biển Ngà | Thuộc địa cũ của Pháp       | Thuộc địa cũ của Pháp       | Thuộc địa cũ của Pháp       | Thuộc địa cũ của Pháp       | Thuộc địa cũ của Pháp       | Thuộc địa cũ của Pháp       | ×                           | ×                           | ×                           | •                           | •                           | ×         | •         | •         | •         | •         | •         | R1 19th   | R1 17th   | R1 21st   | •         | •         | 3       | 12          |
| Maroc       |                             |                             |                             |                             |                             |                             | ×                           | R1 14th                     | •                           | •                           | •                           | R2 11th   | •         | R1 23rd   | R1 18th   | •         | •         | •         | •         | •         | R1 27th   | 4th       | 6       | 14          |
| Nigeria     | Thuộc địa cũ của Anh Quốc   | Thuộc địa cũ của Anh Quốc   | Thuộc địa cũ của Anh Quốc   | Thuộc địa cũ của Anh Quốc   | Thuộc địa cũ của Anh Quốc   | Thuộc địa cũ của Anh Quốc   | •                           | ×                           | •                           | •                           | •                           | •         | •         | •         | R2 9th    | R2 12th   | R1 27th   | •         | R1 27th   | R2 16th   | R1 21st   | •         | 6       | 15          |
| Sénégal     | Thuộc địa cũ của Pháp       | Thuộc địa cũ của Pháp       | Thuộc địa cũ của Pháp       | Thuộc địa cũ của Pháp       | Thuộc địa cũ của Pháp       | Thuộc địa cũ của Pháp       | ×                           | ×                           | ×                           | •                           | •                           | •         | •         | ×         | •         | •         | QF 7th    | •         | •         | •         | R1 17th   | R2 10th   | 3       | 12          |
| Nam Phi     |                             |                             |                             |                             | ×                           | ×                           | ×                           | ×                           | ×                           | ×                           | ×                           | ×         | ×         | ×         | •         | R1 24th   | R1 17th   | •         | R1 20th   | •         | •         | •         | 3       | 8           |
| Togo        | Thuộc địa cũ của Pháp       | Thuộc địa cũ của Pháp       | Thuộc địa cũ của Pháp       | Thuộc địa cũ của Pháp       | Thuộc địa cũ của Pháp       | Thuộc địa cũ của Pháp       | ×                           | ×                           | ×                           | •                           | •                           | •         | ×         | ×         | •         | •         | •         | R1 30th   | •         | •         | •         | •         | 1       | 11          |
| Tunisia     | Thuộc địa cũ của Pháp       | Thuộc địa cũ của Pháp       | Thuộc địa cũ của Pháp       | Thuộc địa cũ của Pháp       | Thuộc địa cũ của Pháp       | Thuộc địa cũ của Pháp       | •                           | ×                           | •                           | •                           | R1 9th                      | •         | •         | •         | •         | R1 26th   | R1 29th   | R1 24th   | •         | •         | R1 24th   | R1 21st   | 6       | 15          |

### Bảng xếp hạng giải đấu
| Đội tuyển | Vô địch | Chung kết | Bán kết | Tứ kết | Vòng 2 |
| --------- | ------- | --------- | ------- | ------ | ------ |
| Maroc     | 0       | 0         | 1       | 1      | 1      |
| Ghana     | 0       | 0         | 0       | 1      | 2      |
| Sénégal   | 0       | 0         | 0       | 1      | 2      |
| Cameroon  | 0       | 0         | 0       | 1      | 1      |
| Nigeria   | 0       | 0         | 0       | 0      | 3      |
| Algérie   | 0       | 0         | 0       | 0      | 1      |

- Tứ kết = vòng đấu loại trực tiếp vòng 8 đội: 1934–1938, 1954–1970, và 1986–đến nay; vòng bảng thứ 2, tốp 8: 1974–1978
- Vòng 2 = vòng bảng thứ 2, tốp 12: 1982; vòng đấu loại trực tiếp vòng 16 đội: 1986–đến nay

### Kỷ lục đội tuyển tổng thể
Theo quy ước thống kê trong bóng đá, các trận đấu được quyết định trong hiệp phụ được tính là trận thắng và trận thua, trong khi các trận đấu được quyết định bằng loạt sút luân lưu được tính là trận hòa. 3 điểm mỗi trận thắng, 1 điểm mỗi trận hòa và 0 điểm mỗi trận thua.
Tính đến World Cup 2022
| Đội tuyển   | ST | T | H | B  | BT | BB | HS +/- | Điểm | Cầu thủ ghi bàn hàng đầu                          |
| ----------- | -- | - | - | -- | -- | -- | ------ | ---- | ------------------------------------------------- |
| Cameroon    | 26 | 5 | 8 | 13 | 22 | 47 | –25    | 23   | R. Milla 5                                        |
| Maroc       | 23 | 5 | 7 | 11 | 20 | 27 | –7     | 22   | A. Hadda 2 A. Khairi 2 S. Bassir 2 Y. En-Nesyri 2 |
| Nigeria     | 21 | 6 | 3 | 12 | 23 | 30 | –7     | 21   | A. Musa 4                                         |
| Sénégal     | 12 | 5 | 3 | 4  | 16 | 17 | –1     | 18   | P. Bouba Diop 3                                   |
| Ghana       | 15 | 5 | 3 | 7  | 18 | 23 | –5     | 18   | A. Gyan 6                                         |
| Tunisia     | 18 | 3 | 5 | 10 | 14 | 26 | –12    | 14   | W. Khazri 2                                       |
| Algérie     | 13 | 3 | 3 | 7  | 13 | 19 | –6     | 12   | S. Assad 2 A. Djabou 2 I. Slimani 2               |
| Bờ Biển Ngà | 9  | 3 | 1 | 5  | 13 | 14 | –1     | 10   | W. Bony 2 A. Dindane 2 D. Drogba 2 Gervinho 2     |
| Nam Phi     | 9  | 2 | 4 | 3  | 11 | 16 | –5     | 10   | S. Bartlett 2 B. McCarthy 2                       |
| Angola      | 3  | 0 | 2 | 1  | 1  | 2  | –1     | 2    | A. Flavio 1                                       |
| Ai Cập      | 7  | 0 | 2 | 5  | 5  | 12 | –7     | 2    | A. Fawzi 2 M. Salah 2                             |
| Togo        | 3  | 0 | 0 | 3  | 1  | 6  | –5     | 0    | M. Kader 1                                        |
| CHDC Congo  | 3  | 0 | 0 | 3  | 0  | 14 | –14    | 0    |                                                   |

## Tham dự

### Xếp hạng của đội tuyển theo số lần tham dự
| Đội tuyển   | Tham dự | Chuỗi kỷ lục | Chuỗi hoạt động | Lần đầu | Lần gần đây nhất | Kết quả tốt nhất          |
| ----------- | ------- | ------------ | --------------- | ------- | ---------------- | ------------------------- |
| Cameroon    | 8       | 4            | 1               | 1982    | 2022             | Tứ kết (1990)             |
| Tunisia     | 6       | 3            | 2               | 1978    | 2022             | Vòng 1                    |
| Nigeria     | 6       | 3            | 0               | 1994    | 2018             | Vòng 2 (1994, 1998, 2014) |
| Maroc       | 6       | 2            | 2               | 1970    | 2022             | Hạng tư (2022)            |
| Ghana       | 4       | 3            | 1               | 2006    | 2022             | Tứ kết (2010)             |
| Algérie     | 4       | 2            | 0               | 1982    | 2014             | Vòng 2 (2014)             |
| Bờ Biển Ngà | 3       | 3            | 0               | 2006    | 2014             | Vòng 1                    |
| Sénégal     | 3       | 2            | 2               | 2002    | 2022             | Tứ kết (2002)             |
| Nam Phi     | 3       | 2            | 0               | 1998    | 2010             | Vòng 1                    |
| Ai Cập      | 3       | 1            | 0               | 1934    | 2018             | Vòng 1                    |
| CHDC Congo  | 1       | 1            | 0               | 1974    | 1974             | Vòng 1                    |
| Angola      | 1       | 1            | 0               | 2006    | 2006             | Vòng 1                    |
| Togo        | 1       | 1            | 0               | 2006    | 2006             | Vòng 1                    |

### Các đội tuyển lần đầu
Mỗi kỳ Cúp thế giới liên tiếp đã có ít nhất một đội tuyển tham gia lần đầu tiên. Bảng này cho thấy các hiệp hội quốc gia theo thứ tự bảng chữ cái mỗi năm.
| Năm     | Các đội tuyển lần đầu            | Tổng số |
| ------- | -------------------------------- | ------- |
| 1930    |                                  | 0       |
| 1934    | Ai Cập                           | 1       |
| 1938    |                                  | 0       |
| 1950    |                                  | 0       |
| 1954    |                                  | 0       |
| 1958    |                                  | 0       |
| 1962    |                                  | 0       |
| 1966    |                                  | 0       |
| 1970    | Maroc                            | 1       |
| 1974    | Zaire                            | 1       |
| 1978    | Tunisia                          | 1       |
| 1982    | Algérie, Cameroon                | 2       |
| 1986    |                                  | 0       |
| 1990    |                                  | 0       |
| 1994    | Nigeria                          | 1       |
| 1998    | Nam Phi                          | 1       |
| 2002    | Sénégal                          | 1       |
| 2006    | Angola, Ghana, Bờ Biển Ngà, Togo | 4       |
| 2010    |                                  | 0       |
| 2014    |                                  | 0       |
| 2018    |                                  | 0       |
| 2022    |                                  | 0       |
| Tổng số |                                  | 13      |

### Không vượt qua vòng loại
41 trong số 54 thành viên FIFA và CAF đang hoạt động chưa bao giờ vượt qua vòng loại cho vòng chung kết.
Chú thích
- •  — Không vượt qua vòng loại
- ×  — Không tham dự / Rút lui / Bị cấm
- — Không liên kết với FIFA

| Quốc gia             | Số lần tham dự vòng loại | 1930                      | 1934                      | 1938                      | 1950                      | 1954                      | 1958                      | 1962                    | 1966                    | 1970                    | 1974                    | 1978                  | 1982                  | 1986                  | 1990                  | 1994               | 1998               | 2002               | 2006               | 2010               | 2014 | 2018 | 2022 |
| -------------------- | ------------------------ | ------------------------- | ------------------------- | ------------------------- | ------------------------- | ------------------------- | ------------------------- | ----------------------- | ----------------------- | ----------------------- | ----------------------- | --------------------- | --------------------- | --------------------- | --------------------- | ------------------ | ------------------ | ------------------ | ------------------ | ------------------ | ---- | ---- | ---- |
| Zambia               | 14                       | một phần của Anh Quốc     | một phần của Anh Quốc     | một phần của Anh Quốc     | một phần của Anh Quốc     | một phần của Anh Quốc     | một phần của Anh Quốc     | một phần của Anh Quốc   | ×                       | •                       | •                       | •                     | •                     | •                     | •                     | •                  | •                  | •                  | •                  | •                  | •    | •    | •    |
| Guinée               | 13                       | một phần của Pháp         | một phần của Pháp         | một phần của Pháp         | một phần của Pháp         | một phần của Pháp         | một phần của Pháp         | ×                       | ×                       | ×                       | •                       | •                     | •                     | •                     | •                     | •                  | •                  | •                  | •                  | •                  | •    | •    | •    |
| Kenya                | 13                       | một phần của Anh Quốc     | một phần của Anh Quốc     | một phần của Anh Quốc     | một phần của Anh Quốc     | một phần của Anh Quốc     | một phần của Anh Quốc     | ×                       | ×                       | ×                       | •                       | •                     | •                     | •                     | •                     | •                  | •                  | •                  | •                  | •                  | •    | •    | •    |
| Ethiopia             | 12                       |                           |                           |                           |                           | ×                         | ×                         | •                       | ×                       | •                       | •                       | •                     | •                     | •                     | ×                     | •                  | ×                  | •                  | •                  | ×                  | •    | •    | •    |
| Sudan                | 12                       |                           |                           |                           | ×                         | ×                         | ×                         | ×                       | ×                       | •                       | •                       | ×                     | •                     | •                     | •                     | ×                  | •                  | •                  | •                  | •                  | •    | •    | •    |
| Burkina Faso         | 11                       | một phần của Pháp         | một phần của Pháp         | một phần của Pháp         | một phần của Pháp         | một phần của Pháp         | một phần của Pháp         |                         | ×                       | •                       | •                       | •                     | ×                     | ×                     | •                     | ×                  | •                  | •                  | •                  | •                  | •    | •    | •    |
| Malawi               | 11                       | một phần của Anh Quốc     | một phần của Anh Quốc     | một phần của Anh Quốc     | một phần của Anh Quốc     | một phần của Anh Quốc     | một phần của Anh Quốc     | một phần của Anh Quốc   |                         | ×                       | ×                       | •                     | •                     | •                     | •                     | ×                  | •                  | •                  | •                  | •                  | •    | •    | •    |
| Sierra Leone         | 11                       | một phần của Anh Quốc     | một phần của Anh Quốc     | một phần của Anh Quốc     | một phần của Anh Quốc     | một phần của Anh Quốc     | một phần của Anh Quốc     | ×                       | ×                       | ×                       | •                       | •                     | •                     | •                     | ×                     | ×                  | •                  | •                  | •                  | •                  | •    | •    | •    |
| Zimbabwe             | 11                       |                           |                           |                           |                           |                           |                           |                         | ×                       | •                       | ×                       | ×                     | •                     | •                     | •                     | •                  | •                  | •                  | •                  | •                  | •    | ×    | •    |
| Zimbabwe             | 11                       | thành viên của AFC        |                           |                           |                           |                           |                           |                         |                         |                         |                         |                       | •                     | •                     | •                     | •                  | •                  | •                  | •                  | •                  | •    | ×    | •    |
| Uganda               | 11                       |                           |                           |                           |                           |                           |                           | ×                       | ×                       | ×                       | ×                       | •                     | ×                     | •                     | •                     | •                  | •                  | •                  | •                  | •                  | •    | •    | •    |
| Cộng hòa Congo       | 10                       |                           |                           |                           |                           |                           |                           |                         | ×                       | ×                       | •                       | •                     | ×                     | ×                     | ×                     | •                  | •                  | •                  | •                  | •                  | •    | •    | •    |
| Liberia              | 10                       |                           |                           |                           |                           |                           |                           |                         | ×                       | ×                       | ×                       | ×                     | •                     | •                     | •                     | ×                  | •                  | •                  | •                  | •                  | •    | •    | •    |
| Madagascar           | 10                       |                           |                           |                           |                           |                           |                           |                         | ×                       | ×                       | ×                       | ×                     | •                     | •                     | ×                     | •                  | •                  | •                  | •                  | •                  | •    | •    | •    |
| Tanzania             | 10                       |                           |                           |                           |                           |                           |                           |                         | ×                       | ×                       | •                       | ×                     | •                     | •                     | ×                     | ×                  | •                  | •                  | •                  | •                  | •    | •    | •    |
| Bénin                | 9                        |                           |                           |                           |                           |                           |                           |                         | ×                       | ×                       | •                       | ×                     | ×                     | •                     | ×                     | •                  | ×                  | •                  | •                  | •                  | •    | •    | •    |
| Gabon                | 9                        |                           |                           |                           |                           |                           |                           |                         | ×                       | ×                       | ×                       | ×                     | ×                     | ×                     | •                     | •                  | •                  | •                  | •                  | •                  | •    | •    | •    |
| Gambia               | 9                        |                           |                           |                           |                           |                           |                           |                         |                         | ×                       | ×                       | ×                     | •                     | •                     | ×                     | ×                  | •                  | •                  | •                  | •                  | •    | •    | •    |
| Libya                | 9                        | một phần của Ý            | một phần của Ý            | một phần của Ý            | một phần của Ý            |                           |                           |                         | ×                       | •                       | ×                       | •                     | ×                     | •                     | ×                     | ×                  | ×                  | •                  | •                  | •                  | •    | •    | •    |
| Mozambique           | 9                        | một phần của Bồ Đào Nha   | một phần của Bồ Đào Nha   | một phần của Bồ Đào Nha   | một phần của Bồ Đào Nha   | một phần của Bồ Đào Nha   | một phần của Bồ Đào Nha   | một phần của Bồ Đào Nha | một phần của Bồ Đào Nha | một phần của Bồ Đào Nha | một phần của Bồ Đào Nha |                       | •                     | ×                     | ×                     | •                  | •                  | •                  | •                  | •                  | •    | •    | •    |
| Lesotho              | 8                        |                           |                           |                           |                           |                           |                           |                         | ×                       | ×                       | •                       | ×                     | •                     | ×                     | ×                     | ×                  | ×                  | •                  | •                  | •                  | •    | •    | •    |
| Mauritius            | 8                        |                           |                           |                           |                           |                           |                           |                         | ×                       | ×                       | •                       | ×                     | ×                     | •                     | ×                     | ×                  | •                  | •                  | •                  | •                  | ×    | •    | •    |
| Namibia              | 8                        |                           |                           |                           |                           |                           |                           |                         |                         |                         |                         |                       |                       |                       |                       | •                  | •                  | •                  | •                  | •                  | •    | •    | •    |
| Niger                | 8                        |                           |                           |                           |                           |                           |                           |                         |                         | ×                       | ×                       | •                     | •                     | ×                     | ×                     | •                  | ×                  | ×                  | •                  | •                  | •    | •    | •    |
| Eswatini             | 8                        |                           |                           |                           |                           |                           |                           |                         |                         |                         |                         |                       | ×                     | ×                     | ×                     | •                  | •                  | •                  | •                  | •                  | •    | •    | •    |
| Botswana             | 7                        |                           |                           |                           |                           |                           |                           |                         |                         |                         |                         |                       | ×                     | ×                     | ×                     | •                  | ×                  | •                  | •                  | •                  | •    | •    | •    |
| Guiné-Bissau         | 7                        |                           |                           |                           |                           |                           |                           |                         |                         |                         |                         |                       |                       |                       | ×                     | ×                  | •                  | •                  | •                  | •                  | •    | •    | •    |
| Mauritanie           | 7                        | một phần của Ý            | một phần của Ý            | một phần của Ý            | một phần của Ý            | một phần của Ý            | một phần của Ý            | ×                       | ×                       | ×                       | ×                       | •                     | ×                     | ×                     | ×                     | ×                  | •                  | •                  | •                  | •                  | ×    | •    | •    |
| Rwanda               | 7                        |                           |                           |                           |                           |                           |                           |                         |                         |                         |                         | ×                     | ×                     | ×                     | ×                     | ×                  | •                  | •                  | •                  | •                  | •    | •    | •    |
| Somalia              | 7                        | một phần của Ý & Anh Quốc | một phần của Ý & Anh Quốc | một phần của Ý & Anh Quốc | một phần của Ý & Anh Quốc | một phần của Ý & Anh Quốc | một phần của Ý & Anh Quốc | ×                       | ×                       | ×                       | ×                       | ×                     | •                     | ×                     | ×                     | ×                  | ×                  | •                  | •                  | •                  | •    | •    | •    |
| Burundi              | 6                        |                           |                           |                           |                           |                           |                           |                         |                         |                         | ×                       | ×                     | ×                     | ×                     | ×                     | •                  | ×                  | ×                  | •                  | •                  | •    | •    | •    |
| Cabo Verde           | 6                        | một phần của Bồ Đào Nha   | một phần của Bồ Đào Nha   | một phần của Bồ Đào Nha   | một phần của Bồ Đào Nha   | một phần của Bồ Đào Nha   | một phần của Bồ Đào Nha   | một phần của Bồ Đào Nha | một phần của Bồ Đào Nha | một phần của Bồ Đào Nha | một phần của Bồ Đào Nha | ×                     | ×                     | ×                     | ×                     | •                  | •                  | •                  | •                  | •                  | •    | •    | •    |
| Tchad                | 6                        |                           |                           |                           |                           |                           |                           |                         |                         |                         |                         |                       |                       |                       | ×                     | ×                  | ×                  | •                  | •                  | •                  | •    | •    | •    |
| Guinea Xích Đạo      | 6                        |                           |                           |                           |                           |                           |                           |                         |                         |                         |                         |                       |                       |                       | ×                     | ×                  | ×                  | •                  | •                  | •                  | •    | •    | •    |
| Mali                 | 6                        |                           |                           |                           |                           |                           |                           |                         | ×                       | ×                       | ×                       | ×                     | ×                     | ×                     | ×                     | ×                  | ×                  | •                  | •                  | •                  | •    | •    | •    |
| Seychelles           | 6                        |                           |                           |                           |                           |                           |                           |                         |                         |                         |                         |                       |                       |                       | ×                     | ×                  | ×                  | •                  | •                  | •                  | •    | •    | •    |
| Djibouti             | 5                        | một phần của Pháp         | một phần của Pháp         | một phần của Pháp         | một phần của Pháp         | một phần của Pháp         | một phần của Pháp         | một phần của Pháp       | một phần của Pháp       | một phần của Pháp       | một phần của Pháp       |                       |                       |                       |                       |                    | ×                  | •                  | ×                  | •                  | •    | •    | •    |
| Eritrea              | 5                        | một phần của Ethiopia     | một phần của Ethiopia     | một phần của Ethiopia     | một phần của Ethiopia     | một phần của Ethiopia     | một phần của Ethiopia     | một phần của Ethiopia   | một phần của Ethiopia   | một phần của Ethiopia   | một phần của Ethiopia   | một phần của Ethiopia | một phần của Ethiopia | một phần của Ethiopia | một phần của Ethiopia |                    |                    | •                  | •                  | ×                  | •    | •    | •    |
| São Tomé và Príncipe | 5                        |                           |                           |                           |                           |                           |                           |                         |                         |                         |                         |                       |                       |                       | ×                     | ×                  | ×                  | •                  | •                  | ×                  | •    | •    | •    |
| Comoros              | 4                        | một phần của Pháp         | một phần của Pháp         | một phần của Pháp         | một phần của Pháp         | một phần của Pháp         | một phần của Pháp         | một phần của Pháp       | một phần của Pháp       | một phần của Pháp       | một phần của Pháp       |                       |                       |                       |                       |                    |                    |                    | ×                  | •                  | •    | •    | •    |
| Trung Phi            | 3                        |                           |                           |                           |                           |                           |                           |                         | ×                       | ×                       | ×                       | ×                     | ×                     | ×                     | ×                     | ×                  | ×                  | ×                  | ×                  | ×                  | •    | •    | •    |
| Nam Sudan            | 2                        | một phần của Sudan        | một phần của Sudan        | một phần của Sudan        | một phần của Sudan        | một phần của Sudan        | một phần của Sudan        | một phần của Sudan      | một phần của Sudan      | một phần của Sudan      | một phần của Sudan      | một phần của Sudan    | một phần của Sudan    | một phần của Sudan    | một phần của Sudan    | một phần của Sudan | một phần của Sudan | một phần của Sudan | một phần của Sudan | một phần của Sudan | ×    | •    | •    |

## Tóm tắt thành tích
Bảng này cho biết số lượng quốc gia được đại diện tại World Cup, số lượng mục nhập (#E) từ khắp nơi trên thế giới bao gồm mọi khoản từ chối và rút lui, số lượng mục nhập châu Phi (#A), số lượng các mục nhập châu Phi đã rút lui (#A-) trước/trong khi vòng loại hoặc bị FIFA từ chối, đại diện châu Phi tại vòng chung kết World Cup, số lượng vòng loại World Cup mà mỗi đại diện châu Phi phải thi đấu để đến World Cup (#WCQ), giai đoạn xa nhất đạt được, kết quả và huấn luyện viên.
| Năm  | Chủ nhà              | Số đội | #E  | #A | #A- | Các đội châu Phi tham dự | #WCQ     | Giai đoạn   | Kết quả | Huấn luyện viên                    |
| ---- | -------------------- | ------ | --- | -- | --- | ------------------------ | -------- | ----------- | --- | ---------------------------------- |
| 1930 | Uruguay              | 13     | 13  | 0  | 0   | -                        |          |             | |                                    |
| 1934 | Ý                    | 16     | 32  | 1  | 0   | Ai Cập                   | 2        | Vòng 1      | thua 2–4 Hungary | James McRea                        |
| 1938 | Pháp                 | 15     | 37  | 1  | 1   | -                        |          |             | |                                    |
| 1950 | Brasil               | 13     | 34  | 0  | 0   | -                        |          |             | |                                    |
| 1954 | Thụy Sĩ              | 16     | 45  | 1  | 0   | -                        |          |             | |                                    |
| 1958 | Thụy Điển            | 16     | 56  | 3  | 3   | -                        |          |             | |                                    |
| 1962 | Chile                | 16     | 56  | 7  | 2   | -                        |          |             | |                                    |
| 1966 | Anh                  | 16     | 74  | 17 | 17  | Tẩy chay                 | Tẩy chay | Tẩy chay    | Tẩy chay | Tẩy chay                           |
|      |                      |        |     |    |     |                          |          |             | |                                    |
| 1970 | México               | 16     | 75  | 14 | 2   | Maroc                    | 10       | Vòng 1      | thua 1–2 Tây Đức, thua 0–3 Perú, hòa 1–1 Bulgaria | Blagoje Vidinić                    |
|      |                      |        |     |    |     |                          |          |             | |                                    |
| 1974 | Tây Đức              | 16     | 99  | 24 | 2   | Zaire                    | 10       | Vòng 1      | thua 0–2 Scotland, thua 0–9 Nam Tư, thua 0–3 Brasil | Blagoje Vidinić                    |
|      |                      |        |     |    |     |                          |          |             | |                                    |
| 1978 | Argentina            | 16     | 107 | 26 | 4   | Tunisia                  | 10       | Vòng 1      | thắng 3–1 México, thua 0–1 Ba Lan, hòa 0–0 Tây Đức | Abdelmajid Chetali                 |
|      |                      |        |     |    |     |                          |          |             | |                                    |
| 1982 | Tây Ban Nha          | 24     | 109 | 29 | 4   | Algérie                  | 8        | Vòng 1      | thắng 2–1 Tây Đức, thua 0–2 Áo, thắng 3–2 Chile | Mahieddine Khalef Rachid Mekhloufi |
| 1982 | Tây Ban Nha          | 24     | 109 | 29 | 4   | Cameroon                 | 8        | Vòng 1      | hòa 0–0 Perú, hòa 0–0 Ba Lan, hòa 1–1 Ý | Jean Vincent                       |
|      |                      |        |     |    |     |                          |          |             | |                                    |
| 1986 | México               | 24     | 121 | 29 | 3   | Algérie                  | 6        | Vòng 1      | hòa 1–1 Bắc Ireland, thua 0–1 Brasil, thua 0–3 Tây Ban Nha | Rabah Saâdane                      |
| 1986 | México               | 24     | 121 | 29 | 3   | Maroc                    | 8        | Vòng 2      | hòa 0–0 Ba Lan, hòa 0–0 Anh, thắng 3–1 Bồ Đào Nha · Vòng 16 đội: thua 0–1 Tây Đức                                                                                              | José Faria                         |
|      |                      |        |     |    |     |                          |          |             | |                                    |
| 1990 | Ý                    | 24     | 116 | 26 | 5   | Cameroon                 | 8        | Tứ kết      | thắng 1–0 Argentina, thắng 2–1 România, thua 0–4 Liên Xô · Vòng 16 đội: thắng 2–1 Colombia · TK: thua 2–3 (h.p.) Anh                                                           | Valeri Nepomniachi                 |
| 1990 | Ý                    | 24     | 116 | 26 | 5   | Ai Cập                   | 8        | Vòng 1      | hòa 1–1 Hà Lan, hòa 0–0 Cộng hòa Ireland, thua 0–1 Anh | Mahmoud El-Gohary                  |
|      |                      |        |     |    |     |                          |          |             | |                                    |
| 1994 | Hoa Kỳ               | 24     | 147 | 40 | 12  | Cameroon                 | 8        | Vòng 1      | hòa 2–2 Thụy Điển, thua 0–3 Brasil, thua 1–6 Nga | Henri Michel                       |
| 1994 | Hoa Kỳ               | 24     | 147 | 40 | 12  | Maroc                    | 10       | Vòng 1      | thua 0–1 Bỉ, thua 1–2 Ả Rập Xê Út, thua 1–2 Hà Lan | Abdellah Blinda                    |
| 1994 | Hoa Kỳ               | 24     | 147 | 40 | 12  | Nigeria                  | 8        | Vòng 2      | thắng 3–0 Bulgaria, thua 1–2 Argentina, thắng 2–0 Hy Lạp · Vòng 16 đội: thua 1–2 (h.p.) Ý                                                                                      | Clemens Westerhof                  |
|      |                      |        |     |    |     |                          |          |             | |                                    |
| 1998 | Pháp                 | 32     | 174 | 38 | 3   | Cameroon                 | 6        | Vòng 1      | hòa 1–1 Áo, thua 0–3 Ý, hòa 1–1 Chile | Claude Le Roy                      |
| 1998 | Pháp                 | 32     | 174 | 38 | 3   | Maroc                    | 6        | Vòng 1      | hòa 2–2 Na Uy, thua 0–3 Brasil, thắng 3–0 Scotland | Henri Michel                       |
| 1998 | Pháp                 | 32     | 174 | 38 | 3   | Nigeria                  | 6        | Vòng 2      | thắng 3–2 Tây Ban Nha, thắng 1–0 Bulgaria, thua 1–3 Paraguay · Vòng 16 đội: thua 1–4 Đan Mạch                                                                                  | Bora Milutinovic                   |
| 1998 | Pháp                 | 32     | 174 | 38 | 3   | Nam Phi                  | 8        | Vòng 1      | thua 0–3 Pháp, hòa 1–1 Đan Mạch, hòa 2–2 Ả Rập Xê Út | Philippe Troussier                 |
| 1998 | Pháp                 | 32     | 174 | 38 | 3   | Tunisia                  | 8        | Vòng 1      | thua 0–2 Anh, thua 0–1 Colombia, hòa 1–1 România | Henryk Kasperczak                  |
|      |                      |        |     |    |     |                          |          |             | |                                    |
| 2002 | Hàn Quốc và Nhật Bản | 32     | 199 | 51 | 2   | Cameroon                 | 10       | Vòng 1      | hòa 1–1 Cộng hòa Ireland, thắng 1–0 Ả Rập Xê Út, thua 0–2 Đức | Winfried Schäfer                   |
| 2002 | Hàn Quốc và Nhật Bản | 32     | 199 | 51 | 2   | Nigeria                  | 10       | Vòng 1      | thua 0–1 Argentina, thua 1–2 Thụy Điển, hòa 0–0 Anh | Festus Onigbinde                   |
| 2002 | Hàn Quốc và Nhật Bản | 32     | 199 | 51 | 2   | Nam Phi                  | 8        | Vòng 1      | hòa 2–2 Paraguay, thắng 1–0 Slovenia, thua 2–3 Tây Ban Nha | Jomo Sono                          |
| 2002 | Hàn Quốc và Nhật Bản | 32     | 199 | 51 | 2   | Sénégal                  | 10       | Tứ kết      | thắng 1–0 Pháp, hòa 1–1 Đan Mạch, hòa 3–3 Uruguay · Vòng 16 đội: thắng 2–1 (h.p.) Thụy Điển · TK: thua 0–1 (h.p.) Thổ Nhĩ Kỳ                                                   | Bruno Metsu                        |
| 2002 | Hàn Quốc và Nhật Bản | 32     | 199 | 51 | 2   | Tunisia                  | 10       | Vòng 1      | thua 0–2 Nga, hòa 1–1 Bỉ, thua 0–2 Nhật Bản | Ammar Souayah                      |
|      |                      |        |     |    |     |                          |          |             | |                                    |
| 2006 | Đức                  | 32     | 197 | 51 | 1   | Angola                   | 12       | Vòng 1      | thua 0–1 Bồ Đào Nha, hòa 0–0 México, hòa 1–1 Iran | Luís Oliveira Gonçalves            |
| 2006 | Đức                  | 32     | 197 | 51 | 1   | Bờ Biển Ngà              | 10       | Vòng 1      | thua 1–2 Argentina, thua 1–2 Hà Lan, thắng 3–2 Serbia và Montenegro | Henri Michel                       |
| 2006 | Đức                  | 32     | 197 | 51 | 1   | Ghana                    | 12       | Vòng 2      | thua 0–2 Ý, thắng 2–0 Séc, thắng 2–1 Hoa Kỳ · Vòng 16 đội: thua 0–3 Brasil | Ratomir Dujković                   |
| 2006 | Đức                  | 32     | 197 | 51 | 1   | Togo                     | 12       | Vòng 1      | thua 1–2 Hàn Quốc, thua 0–2 Thụy Sĩ, thua 0–2 Pháp | Otto Pfister                       |
| 2006 | Đức                  | 32     | 197 | 51 | 1   | Tunisia                  | 10       | Vòng 1      | hòa 2–2 Ả Rập Xê Út, thua 1–3 Tây Ban Nha, thua 0–1 Ukraina | Roger Lemerre                      |
|      |                      |        |     |    |     |                          |          |             | |                                    |
| 2010 | Nam Phi              | 32     | 204 | 53 | 4   | Algérie                  | 13       | Vòng 1      | thua 0–1 Slovenia, hòa 0–0 Anh, thua 0–1 Hoa Kỳ | Rabah Saâdane                      |
| 2010 | Nam Phi              | 32     | 204 | 53 | 4   | Cameroon                 | 12       | Vòng 1      | thua 0–1 Nhật Bản, thua 1–2 Đan Mạch, thua 1–2 Hà Lan | Paul Le Guen                       |
| 2010 | Nam Phi              | 32     | 204 | 53 | 4   | Bờ Biển Ngà              | 12       | Vòng 1      | hòa 0–0 Bồ Đào Nha, thua 1–3 Brasil, thắng 3–0 CHDCND Triều Tiên | Sven-Göran Eriksson                |
| 2010 | Nam Phi              | 32     | 204 | 53 | 4   | Ghana                    | 12       | Tứ kết      | thắng 1–0 Serbia, hòa 1–1 Úc, thua 0–1 Đức · Vòng 16 đội: thắng 2–1 (h.p.) Hoa Kỳ · TK: hòa 1–1 (2–4 ph.đ) Uruguay                                                             | Milovan Rajevac                    |
| 2010 | Nam Phi              | 32     | 204 | 53 | 4   | Nigeria                  | 12       | Vòng 1      | thua 0–1 Argentina, thua 1–2 Hy Lạp, hòa 2–2 Hàn Quốc | Lars Lagerbäck                     |
| 2010 | Nam Phi              | 32     | 204 | 53 | 4   | Nam Phi                  | chủ nhà  | Vòng 1      | hòa 1–1 México, thua 0–3 Uruguay, thắng 2–1 Pháp | Carlos Alberto Parreira            |
|      |                      |        |     |    |     |                          |          |             | |                                    |
| 2014 | Brasil               | 32     | 203 | 53 | 1   |                          |          |             | |                                    |
| 2014 | Brasil               | 32     | 203 | 53 | 1   | Algérie                  | 8        | Vòng 2      | thua 1–2 Bỉ, thắng 4–2 Hàn Quốc, hòa 1–1 Nga · Vòng 16 đội: thua 1–2 (h.p.) Đức                                                                                                | Vahid Halilhodžić                  |
| 2014 | Brasil               | 32     | 203 | 53 | 1   | Cameroon                 | 8        | Vòng 1      | thua 0–1 México, thua 0–4 Croatia, thua 1–4 Brasil | Volker Finke                       |
| 2014 | Brasil               | 32     | 203 | 53 | 1   | Bờ Biển Ngà              | 8        | Vòng 1      | thắng 2–1 Nhật Bản, thua 1–2 Colombia, thua 1–2 Hy Lạp | Sabri Lamouchi                     |
| 2014 | Brasil               | 32     | 203 | 53 | 1   | Ghana                    | 8        | Vòng 1      | thua 1–2 Hoa Kỳ, hòa 2–2 Đức, thua 1–2 Bồ Đào Nha | James Kwesi Appiah                 |
| 2014 | Brasil               | 32     | 203 | 53 | 1   | Nigeria                  | 8        | Vòng 2      | hòa 0–0 Iran, thắng 1–0 Bosna và Hercegovina, thua 2–3 Argentina · Vòng 16 đội: thua 0–2 Pháp                                                                                  | Stephen Keshi                      |
|      |                      |        |     |    |     |                          |          |             | |                                    |
| 2018 | Nga                  | 32     | 210 | 54 | 1   |                          |          |             | |                                    |
| 2018 | Nga                  | 32     | 210 | 54 | 1   | Ai Cập                   | 8        | Vòng 1      | thua 0–1 Uruguay, thua 1–3 Nga, thua 1–2 Ả Rập Xê Út | Héctor Cúper                       |
| 2018 | Nga                  | 32     | 210 | 54 | 1   | Maroc                    | 8        | Vòng 1      | thua 0–1 Iran, thua 0–1 Bồ Đào Nha, hòa 2–2 Tây Ban Nha | Hervé Renard                       |
| 2018 | Nga                  | 32     | 210 | 54 | 1   | Nigeria                  | 8        | Vòng 1      | thua 0–2 Croatia, thắng 2–0 Iceland, thua 1–2 Argentina | Gernot Rohr                        |
| 2018 | Nga                  | 32     | 210 | 54 | 1   | Sénégal                  | 8        | Vòng 1      | thắng 2–1 Ba Lan, hòa 2–2 Nhật Bản, thua 0–1 Colombia | Aliou Cissé                        |
| 2018 | Nga                  | 32     | 210 | 54 | 1   | Tunisia                  | 8        | Vòng 1      | thua 1–2 Anh, thua 2–5 Bỉ, thắng 2–1 Panamá | Nabil Maâloul                      |
|      |                      |        |     |    |     |                          |          |             | |                                    |
| 2022 | Qatar                | 32     | 206 | 54 | 0   | Ghana                    | 8        | Vòng 1      | thua 2–3 Bồ Đào Nha, thắng 3–2 Hàn Quốc, thua 0–2 Uruguay | Otto Addo                          |
| 2022 | Qatar                | 32     | 206 | 54 | 0   | Tunisia                  | 8        | Vòng 1      | hòa 0–0 Đan Mạch, thua 0–1 Úc, thắng 1–0 Pháp | Jalel Kadri                        |
| 2022 | Qatar                | 32     | 206 | 54 | 0   | Cameroon                 | 8        | Vòng 1      | thua 0–1 Thụy Sĩ, hòa 3–3 Serbia, thắng 1–0 Brasil | Rigobert Song                      |
| 2022 | Qatar                | 32     | 206 | 54 | 0   | Sénégal                  | 8        | Vòng 16 đội | thua 0–2 Hà Lan, thắng 3–1 Qatar, thắng 2–1 Ecuador · Vòng 16 đội: thua 0–3 Anh                                                                                                | Aliou Cissé                        |
| 2022 | Qatar                | 32     | 206 | 54 | 0   | Maroc                    | 8        | Hạng 4      | hòa 0–0 Croatia, thắng 2–0 Bỉ, thắng 2–1 Canada · Vòng 16 đội: hòa 0–0 (3–0 ph.đ) Tây Ban Nha · TK: thắng 1–0 Bồ Đào Nha · BK: thua 0–2 Pháp · Tranh hạng ba: thua 1–2 Croatia | Walid Regragui                     |